# Центрально-азиатский поход Надир-шаха
Центрально-азиатский поход Надир-шаха — кампания армии под руководством шаха Ирана Надир-шаха в 1737—1740 годах по подчинению среднеазиатских ханств — Бухарского и Хивинского.
В середине XVIII века лидер Афшаридов Надир-шах приступил к подчинению Бухары и Хивы. Первые бои состоялись в 1737 году: сын Надир-шаха и его наместник Реза Кули-мирза, одержал победу в битве при Карши, пока его отец воевал в Индии. Атаки персов разозлили Ильбарс-хана, правителя Хивы. Когда Ильбарс стал угрожать ответными мерами, Надир-шах приказал сыну прекратить военные действия, чтобы сконцентрироваться на войне в Индии. После победоносного возвращения на родину Надир-шах приступил к организации похода на Среднюю Азию.
После подчинения среднеазиатских ханств империя Надир-шаха охватила наибольшие территории за всю свою историю.

## Подчинение Бухары
В 1734—1735 годах хивинский правитель Ильбарс-хан отправил крупный отряд туркмен в рейд против Хорасана, где они разграбили деревни курдов в районах гор Aладаг и Самалган, но затем потерпели поражение от армии Надир-шаха. В 1737 году Реза Кули-мирза Афшар, сын Надир-шаха и наместник империи, выступил против Бухары, до того подчинив правителей Балха и Андхоя. Абулфейз-хан, правитель Бухары, обратился за помощью к Ильбарсу, который выступил из Мавераннахра со своей армией. В 1738 году Ильбарс намеревался вторгнуться в Хорасан, но вернулся в свои владения после разграбления нескольких деревень к югу от Абиварда.
Надир-шах был кызылбашем из клана кырклы туркоманского племени афшар, которые переселились в Азербайджан из Центральной Азии в результате вторжения монголов.
Надир-шах в это время уже разрабатывал план вторжения в Туркестан. Для этого прежде всего требовалось строительство моста через Окс, достаточно широкого, чтобы повозка с впряженными двумя верблюдами могла его пересечь. Эта работа была завершена в течение 45 дней, и Надир-шах приказал своим войскам построить по два укреплений на обоих берегах реки, в каждом из которых он разместил по 5000 солдат. После этих приготовлений армия под командованием Надир-шаха двинулась на Бухару, атаковав город с марша, несмотря на усталость солдат. Шах расположил свою армию таким образом: правый фланг, левый, центр, артиллерия, арьергард и засадный полк, каждая позиция имела собственного командира. Армия Надир-шаха открыла огонь по узбекам из пушек, мортир, гаубиц и поворотных орудий. Узбеки были приведены в замешательство, так как они никогда не имели дело с такой огневой мощью, и многие из них погибли или обратились в бегство. После битвы 30 000 узбекских солдат были включены в состав персидского войска.

## Битва при Питнаке
В 1740 году Надир-шах, после завоевания Бухары, обратился против Хивинского ханства и послал посольство к Ильбарсу, требуя подчинения. Послы, двое из которых были шейхи, были казнены по приказу Ильбарса. Тогда Надир-шах разгромил хивинскую армию в битве при Питнаке, у южных границ Хорезма. В следующем бою Надир-шах встретился лицом к лицу с армией Ильбарса, которая включала 30 000 узбекских и туркменских конников. В последовавшем сражении армия Надир-шаха пересекла Окс и устремилась на войска Ильбарса. После короткой и кровавой схватки хивинцы дрогнули. Много раз Ильбарс пытался восстановить ряды своей армии и начать контратаку, но терпел поражение каждый раз, и, наконец, был вынужден признать поражение. Осажденный в городе Канка Ильбарс сдался Надир-шаху и был казнен вместе с двадцатью своими эмирами (по некоторым данным, они были похоронены заживо). Эту казнь шах позиционировал как возмездие за убийство послов — шейхов Джуйбари, на чём настаивали их наследники.

## Восстание против Надир-шаха
Надир-шах завоевал влияние в регионе в результате военной кампании. Тем не менее, вскоре после отбытия шаха в регионе разразилось восстание против нового афшаридского наместника, и его армия была вынуждена вернуться, чтобы восстановить контроль. Восстание было подавлено, что позволило удержать Хорезм под владычеством Надир-шаха до его смерти в 1747 году.